# هنري جلان
هنري جلان (بالإنجليزية: Henry Glen)‏ هو سياسي أمريكي، ولد في 13 يوليو 1739 في الولايات المتحدة، وتوفي في 6 يناير 1814 في الولايات المتحدة. حزبياً، نشط في الحزب الفيدرالي الأمريكي. وقد انتخب عضو جمعية ولاية نيويورك وانتخب عضو مجلس النواب الأمريكي.